# Александровка (Верхнехавский район)
Александровка — село в Верхнехавском районе Воронежской области.
Административный центр Александровского сельского поселения.

## География

### Улицы
- ул. Ленина,
- ул. Первомайская.

## Население
| 1859 | 1897 | 2000 | 2005 | 2010 |
| ---- | ---- | ---- | ---- | ---- |
| 559  | ↗645 | ↘373 | ↘368 | ↘285 |